# Sylvia-Yvonne Kaufmann
Pour les articles homonymes, voir Kaufmann.
Sylvia-Yvonne Kaufmann, née le 23 janvier 1955 à Berlin, est une femme politique allemande, membre du Parti social-démocrate d'Allemagne (SPD).

## Biographie
Sylvia-Yvonne Kaufmann est diplômé en japonologie en 1979 et est docteur en philosophie depuis 1984.
Avant la réunification allemande, en 1990, elle est membre de la Chambre du peuple de la RDA, représentant le Parti du socialisme démocratique (PDS). De 1991 à 1994, elle est observatrice au Parlement européen.
Elle est élue députée européenne en 1999 pour le Parti du socialisme démocratique. Elle est réélue en 2004 et devient l'un des quatorze vice-présidents du Parlement européen jusqu'en 2009. En 2007, elle adhère au parti Die Linke, fruit de la fusion entre son parti d'origine, le PDS, et l'Alternative électorale travail et justice sociale (WASG).
Le 14 mai 2009, elle quitte Die Linke quand elle apprend qu'elle n'est pas sélectionnée pour être sur la liste des candidats du parti dans le cadre des élections européennes de 2009. Elle rejoint alors le Parti social-démocrate d'Allemagne (SPD). 
Elle est réélue députée européenne en 2014.
Sylvia-Yvonne Kaufmann est par ailleurs membre de l'Union des fédéralistes européens.

## Décoration
- Chevalière de l'ordre du Mérite de la République fédérale d'Allemagne (2009)[1].